# Johann von Brackel
Johann von Brackel († 1651) war in den Jahren 1644 bis 1647 Ritterschaftshauptmann der estländischen Ritterschaft.
Er war Angehöriger des baltischen Adelsgeschlecht Brackel. Seine Eltern waren Johann von Brackel († sp. 1626) und Dorothea von Bremen († vor 1622). 
1620 war Brackel in Helmstedt immatrikuliert. Nach seinem Studium trat er in schwedische Dienste und war zunächst Rittmeister der Ingermanländischen Adelsfahne. 1636 war Brackel Manngerichtsbeisitzer in Wierland. In den Jahren 1644 bis 1647 war er Ritterschaftshauptmann der estländischen Ritterschaft, anschließend bis 1650 Landrat in Estland. 
Johann von Brackel war Erbherr auf Hoflage und Dorf Aitz sowie auf Gut Maidel im Kirchspiel Luggenhusen. Ab 1632 besaß er auch das von ihm errichtete Gut Soickina in Schwedisch-Ingermanland, wo er zeitweise seinen Wohnsitz nahm. Weiterhin besaß er ein Haus in Narwa und hatte einen Haken Land im Dorf Oiamas in Pfandbesitz.
Brackel war mit Anna von Wachtmeister (* 1611, † 1685) vermählt, die Ehe blieb jedoch kinderlos. Er wurde am 30. Juli 1651 in der Nikolai-Kirche in Reval beigesetzt.